# Drosophila alternolineata
Drosophila alternolineata är en tvåvingeart som beskrevs av Oswald Duda 1925. Drosophila alternolineata ingår i släktet Drosophila och familjen daggflugor. Inga underarter finns listade i Catalogue of Life.
Artens utbredningsområde är Costa Rica, El Salvador och Panama.